# Slussfors
Slussfors ist ein Ort und Småort in der Gemeinde Storuman in der nordschwedischen Provinz Västerbottens län und der historischen Provinz Lappland am linken Ufer des Ume älv mit Blick auf das Gardfjället-Massiv im Westen und das Vindelfjällen-Naturschutzgebiet im Norden.

## Geographie

### Geographische Lage

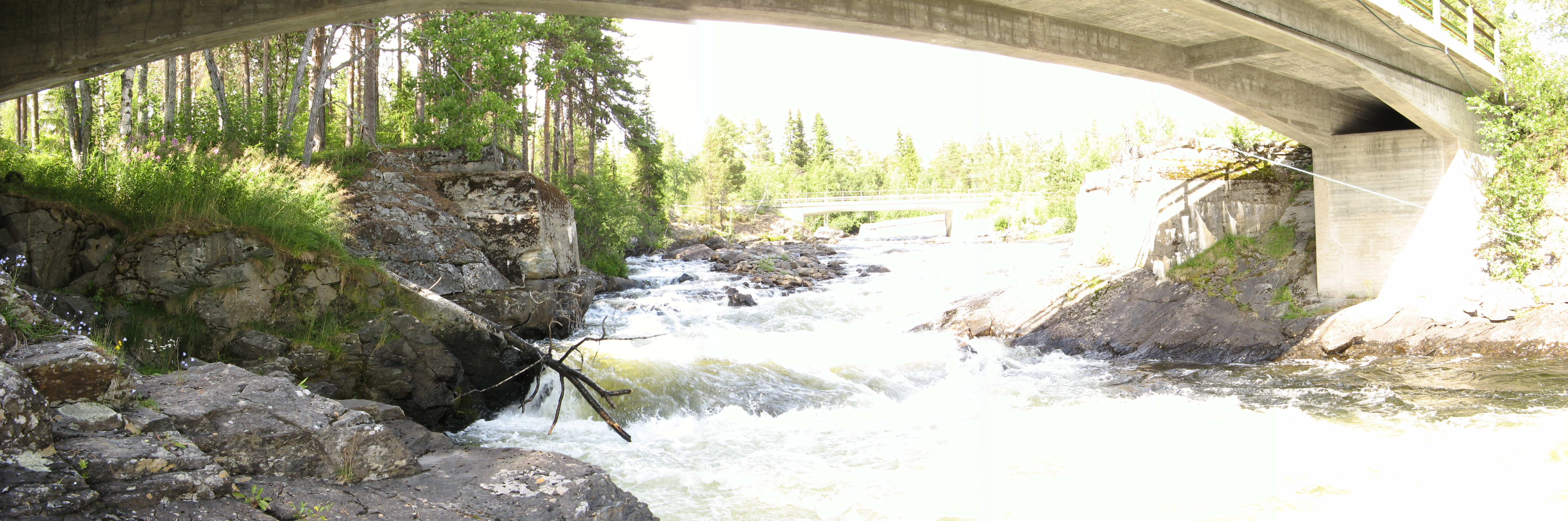
Der Girjesån unterquert die E12

Das Dorf liegt am Nordufer des Ume älv am obersten Ende des Sees Storuman und ist in drei Ortschaften geteilt: Unteres Dorf (Nedre byn) im Osten, Mitteldorf (Mittibyn) und Forsnacken im Westen.
Durch das Untere Dorf fließt der Gierjesån (Kirjesån, frei übersetzt „der Strom aus dem obersten See Giere 'Boksjön' “), der dort in den Ume älv mündet. Der Fluss hat dem Dorf auch seinen Namen gegeben: „... die Stromschnellen, die zum Ume älv hinabstürzen, die in vielerlei Hinsicht einem Schlusswerk ähneln, heißen Slussfors“, wie es in einem Steuerbrief des Beamten Holmström heißt, geschrieben am 9. Juli 1824.

### Klima
Das Klima ist kalt-gemäßigt mit kalten Wintern und kühlen Sommern. Die Jahresdurchschnittstemperatur beträgt 0,9 °C, dabei liegen die mittleren Monatstemperaturen bei −10 °C im Januar und bei 14 °C im Juli. Die Jahresniederschlagssumme beträgt 890 mm. Alle zwölf Monate sind humid. Die Klimaklassifikation nach Köppen und Geiger lautet Dfb.
|                        | Jan   | Feb   | Mär  | Apr  | Mai | Jun  | Jul  | Aug  | Sep | Okt  | Nov  | Dez   |   |      |
| Mittl. Temperatur (°C) | −10,3 | −9,1  | −6,0 | −0,5 | 4,6 | 10,3 | 13,6 | 11,8 | 7,1 | 1,0  | −4,4 | −7,8  | ⌀ | 0,9  |
| Mittl. Tagesmax. (°C)  | −7,8  | −7,1  | −3,1 | 2,7  | 8,3 | 13,7 | 16,9 | 14,9 | 9,8 | 2,9  | −2,6 | −5,5  | ⌀ | 3,6  |
| Mittl. Tagesmin. (°C)  | −12,4 | −11,7 | −9,1 | −4,1 | 0,1 | 6,0  | 9,7  | 8,4  | 4,5 | −0,9 | −6,5 | −10,2 | ⌀ | −2,1 |
|                        |       |       |      |      |     |      |      |      |     |      |      |       |   |      |
| Niederschlag (mm)      | 66    | 54    | 52   | 48   | 63  | 94   | 119  | 107  | 85  | 72   | 66   | 64    | Σ | 890  |
|                        |       |       |      |      |     |      |      |      |     |      |      |       |   |      |
| Regentage (d)          | 10    | 9     | 9    | 8    | 9   | 10   | 11   | 11   | 9   | 10   | 10   | 10    | Σ | 116  |
|                        |       |       |      |      |     |      |      |      |     |      |      |       |   |      |
| Luftfeuchtigkeit (%)   | 88    | 86    | 83   | 79   | 72  | 68   | 72   | 77   | 84  | 89   | 91   | 87    | ⌀ | 81,3 |

| −12,4 |

| −11,7 |

| −9,1 |

| −4,1 |

| 0,1 |

| 6,0 |

| 9,7 |

| 8,4 |

| 4,5 |

| −0,9 |

| −6,5 |

| −10,2 |

| −12,4 |

| −11,7 |

| −9,1 |

| −4,1 |

| 0,1 |

| 6,0 |

| 9,7 |

| 8,4 |

| 4,5 |

| −0,9 |

| −6,5 |

| −10,2 |

## Geschichte
Im Jahr 1670 wurde das Gebiet von dem Sámi Anundh Clementsson bewohnt, der das Gebiet Tyfwekelis nannte und Teil von Umbyn war. Eine Bestandsaufnahme möglicher Siedlungsstandorte fand im Juni 1671 statt, als der Landvermesser Jonas Persson Gedda und der Notar Anders Olofsson Holm ins Hinterland aufbrachen. Deren Beschreibung verrät, dass die Bevölkerung hauptsächlich vom Fischfang, der Jagd und teilweise von der Rentierhaltung wie bei den Waldsamen lebten. Noch heute leben verwandte Sámi des Anundh Clementsson in der Gegend und fischen und jagen wie einst in Tyfwekelis.
Erstmals offiziell erwähnt wurde der Name Slussfors im Jahre 1812.

## Bevölkerungsentwicklung
Die Bevölkerungszahl ist, wie in vielen ländlichen Orten Nordschwedens, seit Jahrzehnten rückläufig. Seit Mitte der 2000er-Jahre hat sich der Abwärtstrend allerdings in einen leichten Anstieg der Bevölkerung umgekehrt.
| Jahr      | 1990 | 1995 | 2000 | 2005 | 2010 | 2015 |
| --------- | ---- | ---- | ---- | ---- | ---- | ---- |
| Einwohner | 107  | 89   | 89   | 77   | 83   | 92   |

## Verkehr
Slussfors liegt direkt an der E12 65 km nordwestlich des Gemeindehauptortes Storuman und 65 km südöstlich von Tärnaby.

## Infrastruktur
Im Ortsteil Mittibyn gibt es eine Schule bis zur 6. Klasse, einen Einkaufsladen „Slussforsboa“, eine Tankstelle sowie eine Skipiste (eingeweiht von Anja Pärson) und eine beleuchtete Langlaufloipe am 401 Meter hohen Hausberg Slussforsbacken.
Zwischen Mittibyn und Forsnacken gibt es am Ume älv eine öffentliche Badestelle und auf dem ehemaligen Campingplatz befindet sich seit 2017 eine Tierklinik.